# 栃木5億円強奪事件
栃木5億円強奪事件（とちぎごおくえんごうだつじけん）は2004年（平成16年）10月17日に発生した現金強奪事件。現金強奪金額は1994年8月に発生した福徳銀行5億円強奪事件の被害額約5億4100万円を上回り、当時としては日本の現金強奪事件における被害最高額であり、事件発生直後は頻繁に報道された。なお、被害最高額は2011年5月に発生した立川6億円強奪事件によって更新されている。

## 概要
2004年10月17日午後6時20分頃、栃木県南河内町（現・下野市）に所在する物流会社・東武運輸栃木（現：プリヴェ運輸）の下野支店警備事業本部社屋に目出し帽を被った男5人が押し入り、終業直後の警備員2名にスタンガンや短銃のようなものを突き付けて脅しながら粘着テープで縛り、貴重品輸送警備で金庫内に保管されていた現金入りバッグ20個前後を奪って逃走した。
強奪されたバッグに入っていた現金は県内のパチンコ店や食品スーパーなどの売上金で、事件発覚当初は約5億2400万円が強奪されたと報道されていたが、後に約5億4250万円が強奪されたと判明した。しかし、パトカーのサイレンを聞いた犯行グループは現場近くの路上に約1億2000万円を放棄して逃走したため、実際に手にした額は約4億2250万円であった。
事件現場の東武運輸栃木は終業時間後であったため門扉は閉ざされていたが、同社屋にはオートロックやセキュリティゲートなどが無く、従業員が在室中で機械警備が解除されていた。また、犯行当日は栃木県内のスーパーなど100カ所以上から売上金を現金搬入する日であり、最後に搬入された現金を従業員2人が金庫室に運び込み、伝票を整理している最中であった。そのため、金庫室の鍵が施錠されていなかったという防犯上の不手際から実行犯の侵入を許し隙を突かれて被害に遭ったという格好になった。後の立川6億円強奪事件においても防犯体制の不手際から被害が生じている。
なお、事件のあった東武運輸栃木は社名に「東武」を冠しかつては東武鉄道傘下であったが、事件以前の2004年9月30日付で、他1社とともに東武鉄道から株式をプリヴェチューリッヒ企業再生グループ（現：プリヴェ企業再生グループ）に5％を残して売却されている。2005年に2社を合併、社名は東武運輸プリヴェチューリッヒ→東武運輸プリヴェ→プリヴェ運輸（現社名）となっている。ただし東武鉄道は引き続きプリヴェ運輸の株式を保有している。

## 捜査
従業員である警備員が少ない時間帯を狙い犯行に及んだことから、内部事情に詳しい者の犯行とみて栃木県警は警視庁と合同捜査本部を設置。しかし捜査は難航した。
発生から約21ヶ月後の2006年7月22日、実行犯である中国人の男（当時26歳）は逃亡資金が尽きたため、栃木県警に出頭。自供から30歳代の山口組系元暴力団員が首謀者で、その仲間である複数人の日本人と中国人による窃盗団による犯行と断定し、同年7月25日に日本人3人と中国人1人を逮捕した。
逮捕された日本人3人は情報収集役として動いており、このうちの1人は事件当時、東武運輸栃木の従業員として勤務していた。この立場を利用して東武運輸栃木の内部情報を入手し、これを受けた別の共犯者が首謀者らに内部情報を共有。首謀者らは実行犯に情報を伝達し、本事件を実行したとされる。
2006年7月31日、栃木県警は首謀者（当時38歳）を強盗容疑で逮捕した。逮捕時、首謀者は2003年12月29日に栃木県芳賀郡茂木町で起きた強盗事件に関与したとして東京地裁八王子支部にて公判中だった。
首謀者はこの事件を通じて知り合った中国人の男と共同して茂木町の事件と本事件の両事件において、計画立案・仲介役として動き、情報収集役と実行役を事件ごとに入れ替える手口で一連の事件を起こした。この手口は、事件が発覚して一部が逮捕されても、共犯者まで捜査の手が及ぶのを防ぎ、捜査や裁判において共謀の立証を困難なものとする狙いがあったとされる。
数人の実行犯は逃亡を続け、2006年8月4日までに累計8人が逮捕されている。
2006年8月12日、宇都宮地検は実行犯の中国人を強盗罪で起訴した。栃木県警と警視庁の合同捜査本部は逮捕した8人全員の立件について慎重に調査を進めた。
2006年8月21日、宇都宮地検は首謀者を強盗罪で起訴した。首謀者は逮捕当時から一貫して否認しているものの、他の容疑者からの供述から裏付けが取れたため、起訴に踏み切った。また、同日までに一連の事件で6人が起訴された。
2006年9月1日、首謀者は強奪した現金4000万円を母親と運転手役の共犯者に与えてそれぞれの定期預金口座に預金させ隠匿したことから、組織的な犯罪の処罰及び犯罪収益の規制等に関する法律（組織犯罪処罰法）違反で再逮捕された。母親と共犯者も同容疑で併せて逮捕された。また、首謀者について東京地裁八王子支部で公判中の事件と本事件の公判を宇都宮地裁で併合して審理することが決まった。
2006年9月22日、宇都宮地検は「現金を預け入れるよう指示したことが、関係者の供述などから明らか」として首謀者を組織犯罪処罰法違反（犯罪収益隠匿）の罪で追起訴した。
2007年6月18日、栃木県警と警視庁、宇都宮地検は中華人民共和国（中国）に入国し、事件後に帰国後、中華人民共和国公安部に出頭した中国人の男について供述調書の作成を依頼した。
男は事件直後、出入国管理及び難民認定法違反で警視庁に逮捕され、2005年3月に中国に強制送還された。その後、2006年7月30日に「運送会社に押し入り、5億円ぐらい奪った」として中華人民共和国公安部に出頭した。なお、両国間に犯罪人引渡し条約がないため、代理処罰などは求めなかった。

## 裁判

### 刑事裁判
情報収集役の日本人3人と共犯者1人の裁判
2006年11月13日、宇都宮地裁（池本寿美子裁判官）で判決公判が開かれ、3人全員に実刑判決が言い渡された。また、事件に使用した自動車を貸したとして強盗幇助の罪に問われた別の共犯者にも同日に懲役2年6月（求刑：懲役3年）の実刑判決が言い渡された。
実行犯の中国人の裁判
2006年10月18日、宇都宮地裁（池本寿美子裁判官）で初公判が開かれ、起訴事実を大筋で認めた。
冒頭陳述によると、実行犯は中国の警察学校を卒業後、2001年4月に日本語学校で学ぶため、就学ビザで来日。その後、2004年8月下旬から9月上旬にかけて、以前別の強盗に加わった友人の中国人から5億円の強盗に誘われてこれを承諾した。さらに、9月中旬から下旬頃、東京都北区の居酒屋で友人から強盗の分け前として2000〜3000万円になることを説明され、当日は東武運輸栃木に共犯4人と行き、警備員から金庫の鍵を奪うなどといった事件の詳細な計画を指示された。犯行後は友人から報酬3000万円を受け取り、その他に別の実行犯が強奪した売上金より50万円を受け取った。しかし、報酬を高級腕時計やブランド物の服飾品を買うなど浪費したため、1年間で全て使い果たした。
2006年12月13日、論告求刑公判が開かれ、検察側は「必要不可欠な役割を果たしており、責任は非常に重い」として懲役15年を求刑した。弁護側は自首が成立するとして減刑を求め、結審した。同日の公判では2004年3月に兵庫県明石市で現金16万円と象牙など（計48万円）を強奪した事件の審理も併せて行われた。
2007年1月17日、宇都宮地裁で判決公判が開かれ、懲役11年の判決を言い渡した。判決では「約4年3ヶ月間も不法残留し、強盗を重ねて我が国の治安を乱していた」などと述べ、別事件と併せて断罪した。一方で、本事件において自首の成立を認め、「自首をきっかけに捜査が著しく進展し、日本人グループが検挙されたのは疑いのない事実」として酌量減軽した。1月18日、判決を不服として控訴した。
2007年6月5日、東京高裁（長岡哲次裁判長）は「綿密な計画の下に行われた乱暴で危険な犯行で、厳しい非難を免れない」として一審の懲役11年の判決を支持、控訴を棄却した。控訴審でも弁護側は自首の成立による減刑を求めたが、被害額が高額なことや不法残留中に強盗事件を起こしたことを重視して一審の量刑を維持した。
首謀者の元暴力団員の裁判
2007年2月1日、宇都宮地裁（池本寿美子裁判長）で初公判が開かれ、起訴事実を全面的に否認した。初公判までに3回の公判前整理手続が開かれ、首謀者は「他の被告らが勝手にやったこと」などと述べて全面否認、裁判でも起訴事実に関して全面的に争う姿勢を示していた。
検察側は冒頭陳述で2004年8月頃、栃木県河内郡河内町（現・宇都宮市）の喫茶店で首謀者の指示で謀議が行われ、3人の共犯者が参加した後、東武運輸栃木の下見をしたと指摘。
同日には証人尋問が行われ、共犯者は謀議の前に首謀者から「何でもやる中国人がいるから会ってみろ」と催促され、強奪後に売上金の分け前を中国人グループと決める際は「しっかりと決めてこいよ。ペコペコするなよ。半々で決めてこいよ。向こうがのまないのなら、暴れてもいい」と指示されたと証言した。強奪後の報酬についても「足がつくから、しばらく寝かせておけ。ものを買って、持っておけ」と高級腕時計のカタログを提示しながら言われたとも証言した。また、別の共犯者は首謀者について「人を使うのがうまい。細かいことでも知っておきたいタイプ」と評した。一方、弁護側は共犯者とは主従関係になく、首謀者の知らないところで勝手に事件を進めたと主張した。
2007年2月27日、論告求刑公判が開かれ、検察側は「強盗事件の首謀者であり、果たした役割は誰よりも大きい」として懲役20年、罰金300万円を求刑した。弁護側は「実行や謀議に関与していない」として改めて無罪を主張。首謀者も意見陳述で「やっていないことをやっているように、仕向けられることは我慢できない」などと述べて無罪を主張、結審した。
2007年3月22日、宇都宮地裁で判決公判が開かれ、「実行行為はないが、共犯者を引き合わせ、暴力団の上位であることを利用して共犯者を指示した」として懲役18年、罰金300万円の判決を言い渡した。3月23日、判決を不服として控訴した。
2007年10月2日、東京高裁（須田賢裁判長）は一審の懲役18年、罰金300万円の判決を支持、控訴を棄却した。判決では事実関係を一審と同様に認定し、「共犯者の供述は信用できず、いずれの犯行も行っていないから無罪だ」とする主張を退けた。
その後、最高裁へ上告したが、2007年11月12日に上告を取り下げたため、懲役18年、罰金300万円の判決が確定した。

### 民事訴訟
2008年4月10日までに東武運輸プリヴェ栃木支社は服役中の首謀者の両親に対して被害金の一部として2000万円の返還を求める民事訴訟を宇都宮地裁に提訴した。
2008年7月14日、宇都宮地裁（柴田秀裁判官）は首謀者に対して東武運輸プリヴェ栃木支社に被害金の一部として400万円の返還を命じる判決を言い渡した。なお、今回の判決は首謀者の両親に求めた訴訟とは別に首謀者に被害金の一部の返還を求めた訴訟に対する判決である。